# Rhipidia (Rhipidia) conica
Rhipidia (Rhipidia) conica is een tweevleugelige uit de familie steltmuggen (Limoniidae). De soort komt voor in het Neotropisch gebied.